# Персида Лакић Рузмарин
Персида Лакић Рузмарин (Ниш, 19. јул 1937 — 14. март 2022) била је српска песникиња. Ауторка је више збирки песама за децу и одрасле.

## Биографија
Персида Лакић рођена је од оца Животе и мајка Љубице Симић, родом из Крагујевца, па је и Персида већи део младости и школовања провела у Крагујевцу. Филолошки факултет завршила је у Београду, одсек за Руски језик и књижевност.
Након школовања, радила је као наставник у основној школи у Тузли, где је живела неколико година, затим у библиотеци у Алексинцу, и као професор руског језика у Основној школи „Стеван Сремац“ у Борчи до пензионисања.
Поезију је почела да пише још у средњој школи, али интензивније од 1970.тих година. Таленат је показивала и за сликање и музику, што је присутно у њеној породици по мајци, сестра од тетке Јелена Стојић Рузмарин је била талентована песникинња, на жалост, рано је преминула. Два брата, Риста Стојић Рузмарин и Танасије Стојић Рузмарин су наши познати сликари, а Александар Стојић је певач староградских песама. Наш познати диригент Илија Генић је био ујак њене мајке. Надимак Рузмарин, који користе и Пердсида и њени рођаци, потиче од надимка њиховог деде по мајци, за кога су Крагујевчани говорили да је леп као рузмарин, па му је то био и надимак. Он се бавио уметничким везом срмом по одећи и народној ношњи.
У периоду од 1975. до 1980. године. Персида Лакић Рузмарин је, заједно са професором Христом Георгијевским и песником Буцом Петровићем покренула књижевни клуб „Брђанка“ и била је његова председница до пресељења у Београд. Клуб је престао да постоји пошто је Буца Петровић преминуо, а професор Георгијевски се такође преселио у Београд. Традицију тог клуба данас наставља клуб „Велимир Рајић“. Перида Лакић Рузмарин је објавила 4 књиге песама за одрасле и 2 књиге песама за децу. Поезију објављује у књижевним часописима, зборницима и у електронској форми.
Члан је Удружења писаца Поета из Београда. Живи и пише у Београду, у Вишњичкој бањи, окружена породицом и кућним љубимцима. Бројне песме је управо њима посветила.

## Дела
- Збирка песама „Огледало у шуми“, издата 1980. год. рецензент проф. Тоде Чолак
- Збирка песама „Птица на камену“, издавач Заједница писаца. Запис 1990. год. рецензент Витомир Теофиловић
- Збирка песама „Колико годова има самоћа“, издавач Интерпрес 2009. год. рецензент Василије Калезић[2]
- Збирка песама „Окамењене сузе“, издавач Поета 2014. год. рецензент Витомир Теофиловић
- Књига песама за децу „Сан се кроз бајку прикрада“, издата 2009. год. издавач Дечја књига
- Књига песама за децу „Месечина у врбаку“, издата 2014. год. издавач Поета

О њеној поезији врло афирмативне критике дали су, осим рецензената у књигама, и песник Слободан Марковић, Либеро Маркони, књижњвни критичар Радојица Даутовић и проф. Христо Георгијевски на промоцији њене књиге „Птица на камену“.